# Чорна Гора (Росія)
Чорна Гора́ (рос. Чёрная Гора) — присілок у складі Слободського району Кіровської області, Росія. Входить до складу Шестаковського сільського поселення.
Населення становить 23 особи (2010, 34 у 2002).
Національний склад станом на 2002 рік — росіяни 94 %.